# Alice Piffer Canabrava
Alice Piffer Canabrava (Arara, SP, Brazil, ngày 22 tháng 10 năm 1911 - São Paulo, SP, Brazil, tháng 2 năm 2003) là một nhà sử học kinh tế và học thuật người Brazil.

## Cuộc đời và sự nghiệp
Alice Piffer Canabrava được sinh ra ở Arara, SP, vào thời điểm đó là vùng đất dành riêng cho các trang trại cà phê. Cha mẹ cô nuôi dưỡng các giá trị giáo dục và công việc cho phụ nữ. Mẹ của cô, Otília Piffer, một giáo viên piano sinh ra ở Áo, người đã quen với lao động nặng nhọc và không hiểu tại sao phụ nữ phải tránh việc học tập và làm việc. Cha của cô, Clementino Canabrava, chủ một trang trại cỡ trung bình, là một người đàn ông trí thức và đọc sách nhiều. Ông không thừa nhận sự thấp kém của phụ nữ liên quan đến các công việc trí tuệ.
Canabrava học tại một trường học bình thường ở thành phố São Paulo và sau khi tốt nghiệp được dạy ở các trường tiểu học ở nội thành của bang São Paulo. Mặc dù cô rất quan tâm đến việc học chữ, Canabrava mong muốn mở rộng chân trời văn hóa của mình. Năm 1935, cô đăng ký vào Đại học São Paulo để học Lịch sử và Địa lý, tốt nghiệp năm 1937. Sự cống hiến cho các nghiên cứu của cô đã cho cô một lời mời ở lại với tư cách là một giáo sư trợ lý trong môn Lịch sử.
Năm 1942, cô bảo vệ luận án tiến sĩ, "thương mại Bồ Đào Nha ở Rio da Prata, 1580-1640", tiết lộ các tuyến đường bí mật mà qua đó bạc của Potosi chảy qua Brazil. Mặc dù nó không phải là nghiên cứu đầu tiên trong lịch sử kinh tế Brazil, nó được coi là một trong những nhà tiên phong trong lĩnh vực này, giới thiệu các phương pháp và kỹ thuật nghiên cứu mới, và được các nhà phê bình trong nước và quốc tế ca ngợi.
Năm 1946, Canabrava bảo vệ luận án chữa bệnh của mình "Ngành công nghiệp đường ở Antilhas đảo Anh và Pháp, 1697-1755". Chạy đua vào vị trí giáo sư nhiệm kỳ chống lại một đồng nghiệp nam, cô nhớ lại một sự phản kháng tuyệt vời từ các đồng nghiệp của mình trong ủy ban đánh giá, người đã không cho cô danh hiệu là phụ nữ mặc dù cô có điểm số cao hơn. Yêu cầu phân biệt đối xử về giới, Canabrava từ bỏ vị trí của mình tại Trường Triết học, Khoa học và Ngôn ngữ, chuyển sang Trường Khoa học Kinh tế và Hành chính mới thành lập. Cô trở thành giáo sư đầy đủ vào năm 1951 trong Lịch sử kinh tế tổng hợp và phát triển kinh tế của Brazil, trở thành người phụ nữ đầu tiên đạt được danh hiệu đó tại Đại học São Paulo.